# José de Caralt
José de Caralt Vidal (kat. Josep de Caralt i Vidal; ur. 10 marca 1907 w L’Hospitalet de Llobregat, zm. 30 maja 1986 w Barcelonie) – hiszpański hokeista na trawie, uczestnik Letnich Igrzysk Olimpijskich 1928.
De Caralt dostał powołanie na letnie igrzyska olimpijskie w Amsterdamie w 1928 roku. Wystąpił tam w trzech spotkaniach fazy grupowej. 19 maja Hiszpanie przegrali 1–2 z Francuzami, a cztery dni później zremisowali 1–1 z Holendrami. Hiszpanie przegrali także mecz inauguracyjny z Niemcami (1–5), tym samym zajmując ostatnie miejsce w fazie grupowej. De Caralt, grający na tym turnieju w linii ofensywnej, nie zdobył żadnego gola.